# Diadegma angitiaeforma
Diadegma angitiaeforma là một loài tò vò trong họ Ichneumonidae.